# Коллінсвілл (Оклахома)
Коллінсвілл (англ. Collinsville) — місто (англ. city) в США, в округах Талса і Роджерс штату Оклахома. Населення — 7881 особа (2020).

## Географія
Коллінсвілл розташований за координатами 36°22′22″ пн. ш. 95°51′26″ зх. д. / 36.37278° пн. ш. 95.85722° зх. д. (36.372916, -95.857224).  За даними Бюро перепису населення США в 2010 році місто мало площу 18,67 км², з яких 18,48 км² — суходіл та 0,19 км² — водойми.

## Демографія
Згідно з переписом 2010 року, у місті мешкало 5606 осіб у 2111 домогосподарстві у складі 1529 родин. Густота населення становила 300 осіб/км².  Було 2324 помешкання (124/км²).
Расовий склад населення:
| - 76,3 % — білих - 12,2 % — корінних американців - 2,1 % — азіатів - 1,2 % — чорних або афроамериканців |

До двох чи більше рас належало 7,3 %. Частка іспаномовних становила 3,1 % від усіх жителів.
За віковим діапазоном населення розподілялося таким чином: 27,8 % — особи молодші 18 років, 59,1 % — особи у віці 18—64 років, 13,1 % — особи у віці 65 років та старші. Медіана віку мешканця становила 35,0 року. На 100 осіб жіночої статі у місті припадало 94,7 чоловіків;  на 100 жінок у віці від 18 років та старших — 90,9 чоловіків також старших 18 років.
Середній дохід на одне домашнє господарство  становив 64 247 доларів США (медіана — 58 909), а середній дохід на одну сім'ю — 73 250 доларів (медіана — 73 698). Медіана доходів становила 49 040 доларів для чоловіків та 34 331 долар для жінок. За межею бідності перебувало 10,6 % осіб, у тому числі 13,3 % дітей у віці до 18 років та 10,6 % осіб у віці 65 років та старших.
Цивільне працевлаштоване населення становило 2914 особи. Основні галузі зайнятості: освіта, охорона здоров'я та соціальна допомога — 29,7 %, виробництво — 12,4 %, роздрібна торгівля — 11,5 %.